# Бурый спейропс
Бурый спейропс (лат. Zosterops brunneus) — вид воробьиных птиц из семейства белоглазковых (Zosteropidae). Подвидов не выделяют.

## Описание
Длина тела 13—13,5 см. Вес 14—18,5 г. Коричневые птицы. Макушка тёмно-коричневая. Крылья черно-коричневые с ржаво-коричневыми краями. Нижняя сторона тела более бледная.
Клюв тёмно-рогового цвета, ноги тускло-коричневые. Самцы и самки похожи.
Питаются насекомыми, фруктами и семенами.

## Распространение
Эндемики острова Биоко (Экваториальная Гвинея). Обитают только на склонах вулкана Пико-Басиле.

## Охранный статус
МСОП присвоил таксону охранный статус «Уязвимые виды» (VU).